# Lunery
Lunery est une commune française située dans le département du Cher en région Centre-Val de Loire.

## Géographie
Lunery se trouve dans une région industrielle par la présence de la métallurgie mais également agricole.
La commune fait partie du canton de Chârost.
Le territoire communal est traversé par le sentier de grande randonnée de pays de la Champagne berrichonne.

### Voies de communication et transports

#### Axes ferroviaires
La commune possède une gare SNCF sur la ligne de Bourges à Miécaze.

### Transports en commun
La commune est desservie par une ligne d'autocar de la Région Centre-Val de Loire. La ligne 160 relie Culan à Bourges, offrant une liaison aux habitants vers ces deux pôles importants.

#### Axes routiers
La commune est située au sud-ouest du département du Cher sur la RD 27
- Accès par la RN 151 à partir de Saint-Florent-sur-Cher, en direction de Lignières sur la RD 925
- Autoroute A71 Orléans/Clermont-Ferrand, sortie Saint-Florent-sur-Cher.

### Climat
Pour des articles plus généraux, voir Climat du Centre-Val de Loire et Climat du Cher.
En 2010, le climat de la commune est de type climat océanique dégradé des plaines du Centre et du Nord, selon une étude du CNRS s'appuyant sur une série de données couvrant la période 1971-2000. En 2020, Météo-France publie une typologie des climats de la France métropolitaine dans laquelle la commune est exposée à un climat océanique altéré et est dans la région climatique  Centre et contreforts nord du Massif Central, caractérisée par un air sec en été et un bon ensoleillement. 
Pour la période 1971-2000, la température annuelle moyenne est de 11,7 °C, avec une amplitude thermique annuelle de 15,8 °C. Le cumul annuel moyen de précipitations est de 736 mm, avec 11,5 jours de précipitations en janvier et 7,1 jours en juillet. Pour la période 1991-2020, la température moyenne annuelle observée sur la station météorologique la plus proche, située sur la commune de Bourges à 19 km à vol d'oiseau, est de 12,1 °C et le cumul annuel moyen de précipitations est de 742,7 mm,. Pour l'avenir, les paramètres climatiques de la commune estimés pour 2050 selon différents scénarios d'émission de gaz à effet de serre sont consultables sur un site dédié publié par Météo-France en novembre 2022.

## Urbanisme

### Typologie
Au 1er janvier 2024, Lunery est catégorisée commune rurale à habitat dispersé, selon la nouvelle grille communale de densité à 7 niveaux définie par l'Insee en 2022.
Elle est située hors unité urbaine. Par ailleurs la commune fait partie de l'aire d'attraction de Bourges, dont elle est une commune de la couronne,. Cette aire, qui regroupe 111 communes, est catégorisée dans les aires de 50 000 à moins de 200 000 habitants,.

### Occupation des sols
L'occupation des sols de la commune, telle qu'elle ressort de la base de données européenne d’occupation biophysique des sols Corine Land Cover (CLC), est marquée par l'importance des territoires agricoles (64,3 % en 2018), en diminution par rapport à 1990 (65,2 %). La répartition détaillée en 2018 est la suivante : 
terres arables (54,5 %), forêts (31,7 %), prairies (5 %), zones agricoles hétérogènes (4,8 %), zones urbanisées (3,2 %), zones industrielles ou commerciales et réseaux de communication (0,8 %).
L'évolution de l’occupation des sols de la commune et de ses infrastructures peut être observée sur les différentes représentations cartographiques du territoire : la carte de Cassini (XVIIIe siècle), la carte d'état-major (1820-1866) et les cartes ou photos aériennes de l'IGN pour la période actuelle (1950 à aujourd'hui).

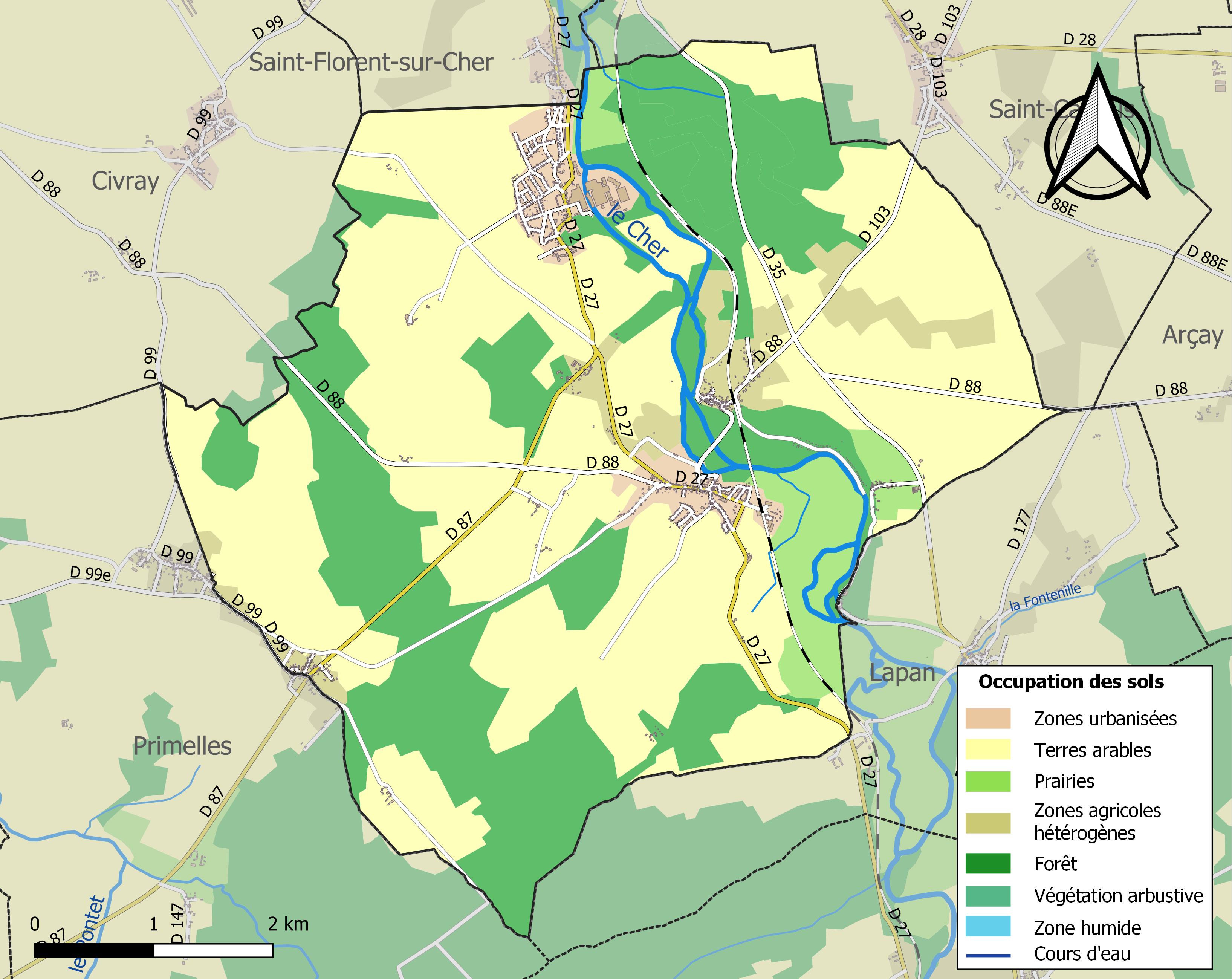
Carte des infrastructures et de l'occupation des sols de la commune en 2018 (CLC).

### Risques majeurs
Le territoire de la commune de Lunery est vulnérable à différents aléas naturels : météorologiques (tempête, orage, neige, grand froid, canicule ou sécheresse), inondations, mouvements de terrains et séisme (sismicité faible). Il est également exposé à un risque technologique,  le transport de matières dangereuses. Un site publié par le BRGM permet d'évaluer simplement et rapidement les risques d'un bien localisé soit par son adresse soit par le numéro de sa parcelle.

#### Risques naturels
Certaines parties du territoire communal sont susceptibles d’être affectées par le risque d’inondation par débordement de cours d'eau, notamment le Cher. La commune a été reconnue en état de catastrophe naturelle au titre des dommages causés par les inondations et coulées de boue survenues en 1982, 1997, 1999 et 2016,.

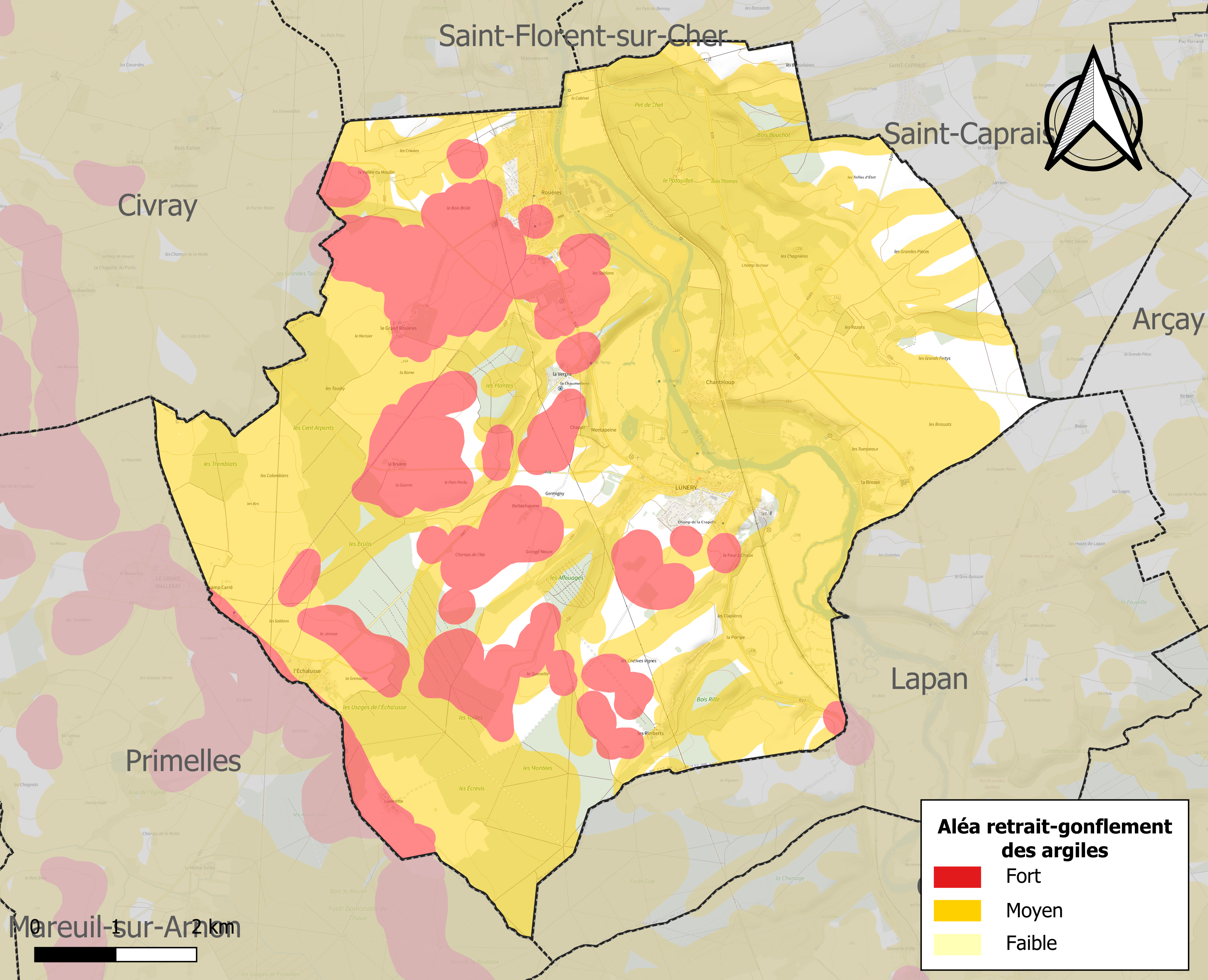
Carte des zones d'aléa retrait-gonflement des sols argileux de Lunery.

La commune est vulnérable au risque de mouvements de terrains constitué principalement du retrait-gonflement des sols argileux. Cet aléa est susceptible d'engendrer des dommages importants aux bâtiments en cas d’alternance de périodes de sécheresse et de pluie. 88,7 % de la superficie communale est en aléa moyen ou fort (90 % au niveau départemental et 48,5 % au niveau national). Sur les 824 bâtiments dénombrés sur la commune en 2019, 671 sont en aléa moyen ou fort, soit 81 %, à comparer aux 83 % au niveau départemental et 54 % au niveau national. Une cartographie de l'exposition du territoire national au retrait gonflement des sols argileux est disponible sur le site du BRGM,.
Concernant les mouvements de terrains, la commune a été reconnue en état de catastrophe naturelle au titre des dommages causés par la sécheresse en 1989, 1991, 2018 et 2019 et par des mouvements de terrain en 1999.

#### Risques technologiques
Le risque de transport de matières dangereuses sur la commune est lié à sa traversée par des infrastructures routières ou ferroviaires importantes ou la présence d'une canalisation de transport d'hydrocarbures. Un accident se produisant sur de telles infrastructures est en effet susceptible d’avoir des effets graves au bâti ou aux personnes jusqu’à 350 m, selon la nature du matériau transporté. Des dispositions d’urbanisme peuvent être préconisées en conséquence.

## Histoire

### Préhistoire
Présence d'un site du pléistocène inférieur à Rosières.

### Antiquité
Domaine d'un riche Gallo-Romain nommé Lunarius, Lunarii-acum est devenu un lieu de détente pour les Romains installés dans la riche capitale d'Avaricum (Bourges).
De nombreux vestiges datant de l'époque gallo-romaine ont été retrouvés en différents endroits sur la commune de Lunery. En 1872, à La Vergne,des tuiles romaines, des fûts de colonnes et une épée antique. En 1886, dans le bourg, près de l'église, une mosaïque de plus de 20 m2 provenant certainement d'une riche habitation ou de thermes. Elle est exposée au musée du Berry à Bourges. En 1891, sous le dallage de l'église, des fouilles mirent au jour une monnaie en billon à l'effigie d'un empereur romain de l'année 258. Le Château de Champroy dut être une villa romaine à la suite de la découverte d'un carrelage romain et de monnaies d'Auguste de Crispus et Maxence.

### Ancien Régime
Rosières, en 1102 s'appelait Rosarie, (dérivé du latin qui voulait dire lieu planté de rosiers) du nom du seigneur des lieux Normannus de Rosarie.
La communauté de Lunery est touchée par la crise démographique du début du XVIIIe siècle, puisqu’elle passe de 98 feux en 1709 à 83 en 1726. L’hiver de 1709-1710 notamment cause de nombreuses pertes, ainsi que la grande canicule de 1719 (qui tua beaucoup par dysenterie).

### XIXesiècle
Rosières est un village né de l'industrie métallurgique au milieu du XIXe siècle, il est renommé pour ses appareils électroménagers.
Les usines de Rosières sont créées en 1836 : le comte de Boissy, propriétaire de l’antique moulin de Rosières, fit construire à sa place des forges comprenant 2 hauts-fourneaux, une fonderie avec 6 feux de forge et un laminoir. En 1844, il y ajoute un 3e haut-fourneau. De 1852 à 1856, Rosières est vendue successivement à MM. Gouin, Violette et Gallicher. En 1858, le marquis de Vogüe en fit l’acquisition, puis par suite des traités de libre-échange, il fut obligé de fermer l’usine. Rosières reprit son activité en 1869 lorsque Jules Roussel, maître de forges et homme politique de la Mayenne, en devint propriétaire. Il transforma l’établissement en fonderie. À la mort de Jules Roussel, une société anonyme est alors créée par ses héritiers et ses ingénieurs. En 1909, Henri Magdelénat développe les moyens de production, réorganise et agrandit la fonderie, le montage, l'entretien et le magasin d'expédition.
De 1869 à 1914, on observe dans la région de Rosières, la création ex nihilo d’une agglomération réservée aux travailleurs de l’entreprise.
À partir de la Première Guerre mondiale, les usines de Rosières rencontrèrent des difficultés à recruter de la main d’œuvre en France pour le travail de la fonderie en raison de la pénibilité de ces métiers. Les dirigeants de l’entreprise choisissent donc d’employer des ouvriers étrangers.
De 1922 à 1930, beaucoup de Polonais arrivent pour travailler à Rosières. Le recensement de 1931 montre qu’un tiers des habitants de Lunery est de nationalité étrangère,,.

## Politique et administration

### Liste des maires
| Période                                  | Période       | Identité        | Étiquette | Qualité |
| ---------------------------------------- | ------------- | --------------- | --------- | --- |
| Les données manquantes sont à compléter. |               |                 |           | |
| 1925                                     | 1939          | Louis Guillet   | SFIO      | Instituteur, secrétaire général de la Fédération nationale des municipalités socialistes Président de la délégation spéciale (1939-1941) |
| février 1939                             | octobre 1939  | Georges Jacques | PCF       | |
| octobre 1944                             | juillet 1948  | Georges Jacques | PCF       | Conseiller général du canton de Chârost (1945-1949)                                                                                      |
| novembre 1948                            | novembre 1969 | René Mariat     | PCF       | Député (1956-1958) |
| novembre 1969                            | mars 1983     | Gérard Jamet    | PCF       | |
| 1983                                     | 1987          | René Lacaud     | PCF       | |
| mars 1989                                | février 1996  | Yves Lacelle    | PCF       | |
| mars 1996                                | mars 2001     | Josette Lacelle | PCF       | |
| mars 2001                                | mars 2014     | Claude Foutiau  | DVG       | |
| 2014                                     | 2020          | Bruno Didelot   | SE        | Retraité |
| mai 2020                                 | En cours      | Sylvain Joly    | SE        | Assistant ingénieur à la station de radioastronomie de Nançay                                                                            |

## Démographie
L'évolution du nombre d'habitants est connue à travers les recensements de la population effectués dans la commune depuis 1793. Pour les communes de moins de 10 000 habitants, une enquête de recensement portant sur toute la population est réalisée tous les cinq ans, les populations de référence des années intermédiaires étant quant à elles estimées par interpolation ou extrapolation. Pour la commune, le premier recensement exhaustif entrant dans le cadre du nouveau dispositif a été réalisé en 2007.

En 2022, la commune comptait 1 522 habitants, en évolution de −1,23 % par rapport à 2016 (Cher : −2,48 %, France hors Mayotte : +2,11 %).
| 1793 | 1800 | 1806 | 1821 | 1831 | 1836 | 1841 | 1846  | 1851  |
| ---- | ---- | ---- | ---- | ---- | ---- | ---- | ----- | ----- |
| 668  | 663  | 679  | 752  | 727  | 674  | 886  | 1 181 | 1 029 |

| 1856  | 1861 | 1866 | 1872  | 1876  | 1881  | 1886  | 1891  | 1896  |
| ----- | ---- | ---- | ----- | ----- | ----- | ----- | ----- | ----- |
| 1 044 | 925  | 970  | 1 064 | 1 266 | 1 381 | 1 403 | 1 509 | 1 583 |

| 1901  | 1906  | 1911  | 1921  | 1926  | 1931  | 1936  | 1946  | 1954  |
| ----- | ----- | ----- | ----- | ----- | ----- | ----- | ----- | ----- |
| 1 511 | 1 724 | 1 881 | 1 707 | 2 480 | 2 779 | 2 410 | 2 237 | 2 506 |

| 1962  | 1968  | 1975  | 1982  | 1990  | 1999  | 2006  | 2007  | 2012  |
| ----- | ----- | ----- | ----- | ----- | ----- | ----- | ----- | ----- |
| 2 392 | 2 329 | 2 440 | 2 021 | 1 665 | 1 536 | 1 487 | 1 477 | 1 467 |

| 2017  | 2022  | - | - | - | - | - | - | - |
| ----- | ----- | - | - | - | - | - | - | - |
| 1 570 | 1 522 | - | - | - | - | - | - | - |

## Culture locale et patrimoine

### Lieux et monuments
- L'église de Lunery, Saint-Privé (elle est placée sous la titulature de Privatus, évêque de Mende, martyrisé au IIIe siècle), XIe, XIIIe et XIXe siècles. L'église est bâtie sur une structure gallo-romaine. La tour carrée du clocher date du XIIIe siècle[33].
- L'église de Rosières
- Châteaux à Champroy, aux Rimberts et à Rosières.
- Les ruines du moulin du Rosiau
- La maison du Grand Bayet
- Site préhistorique de la Terre-des-Sablons
- Les pelouses calcicoles du Patouillet et sa flore protégée. Ce site est un espace protégé et géré par le conservatoire du patrimoine naturel de la région Centre. On y trouve 20 espèces d’orchidées et quelques hybrides. Un parcours de 1,5 km permet de découvrir ce milieu (livret-guide disponible au conservatoire).

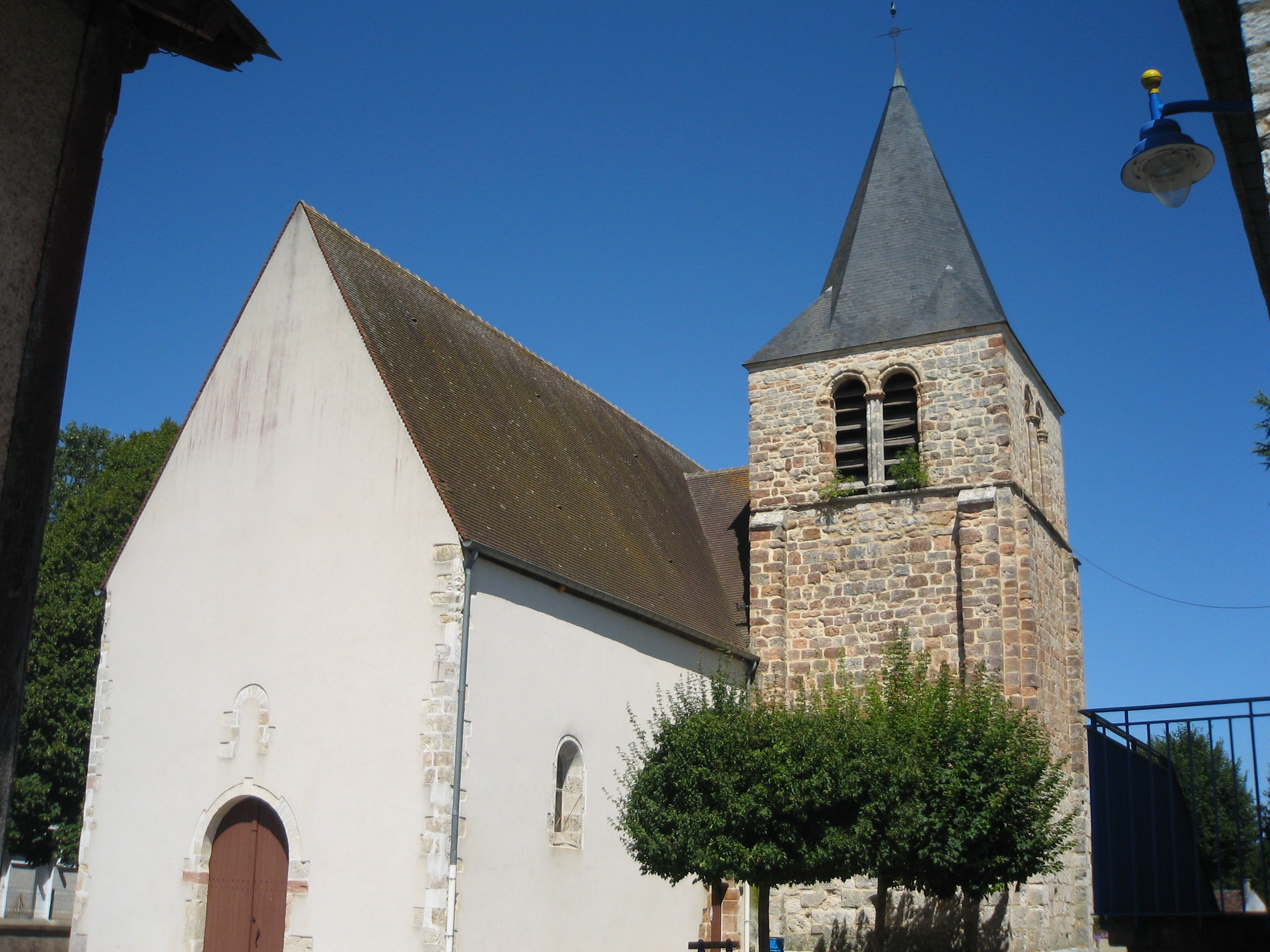
Eglise Saint Privé, XIe, XIIIe et XIXe siècles, Lunery.
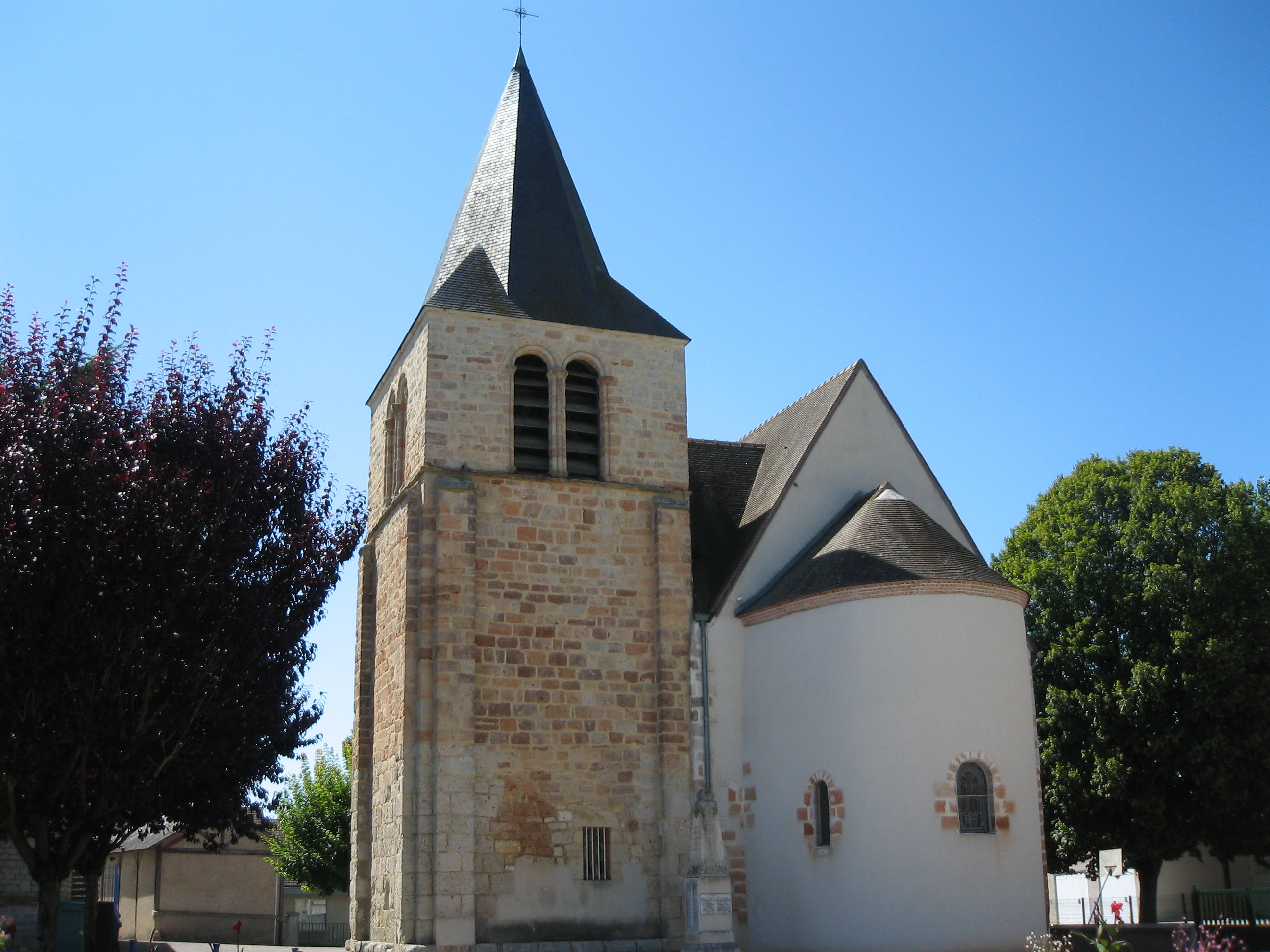
Chevet de l'église Saint Privé, XIe, XIIIe et XIXe siècles, Lunery.
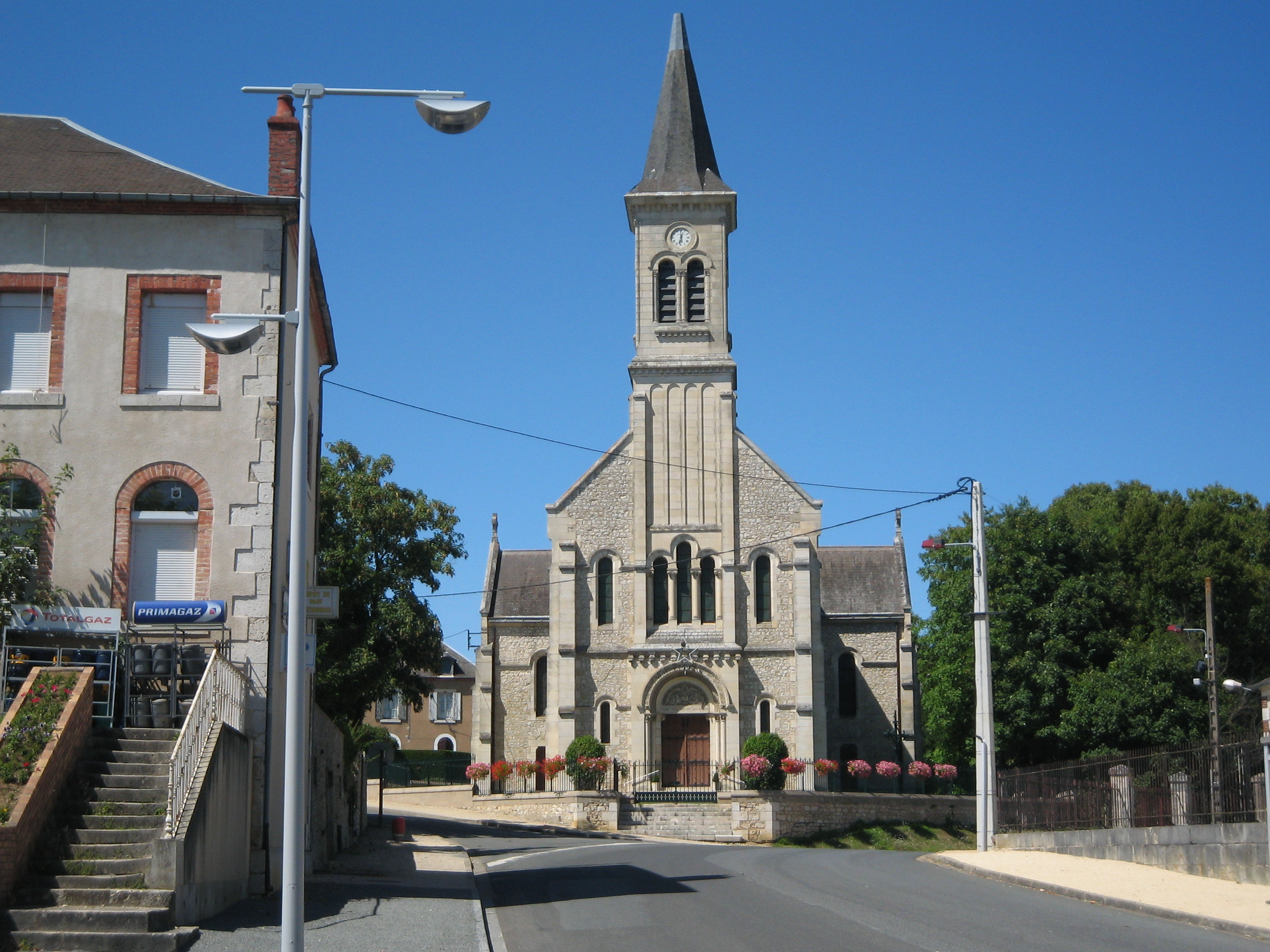
Église Saint Albert, 1911, Lunery-Rosières.
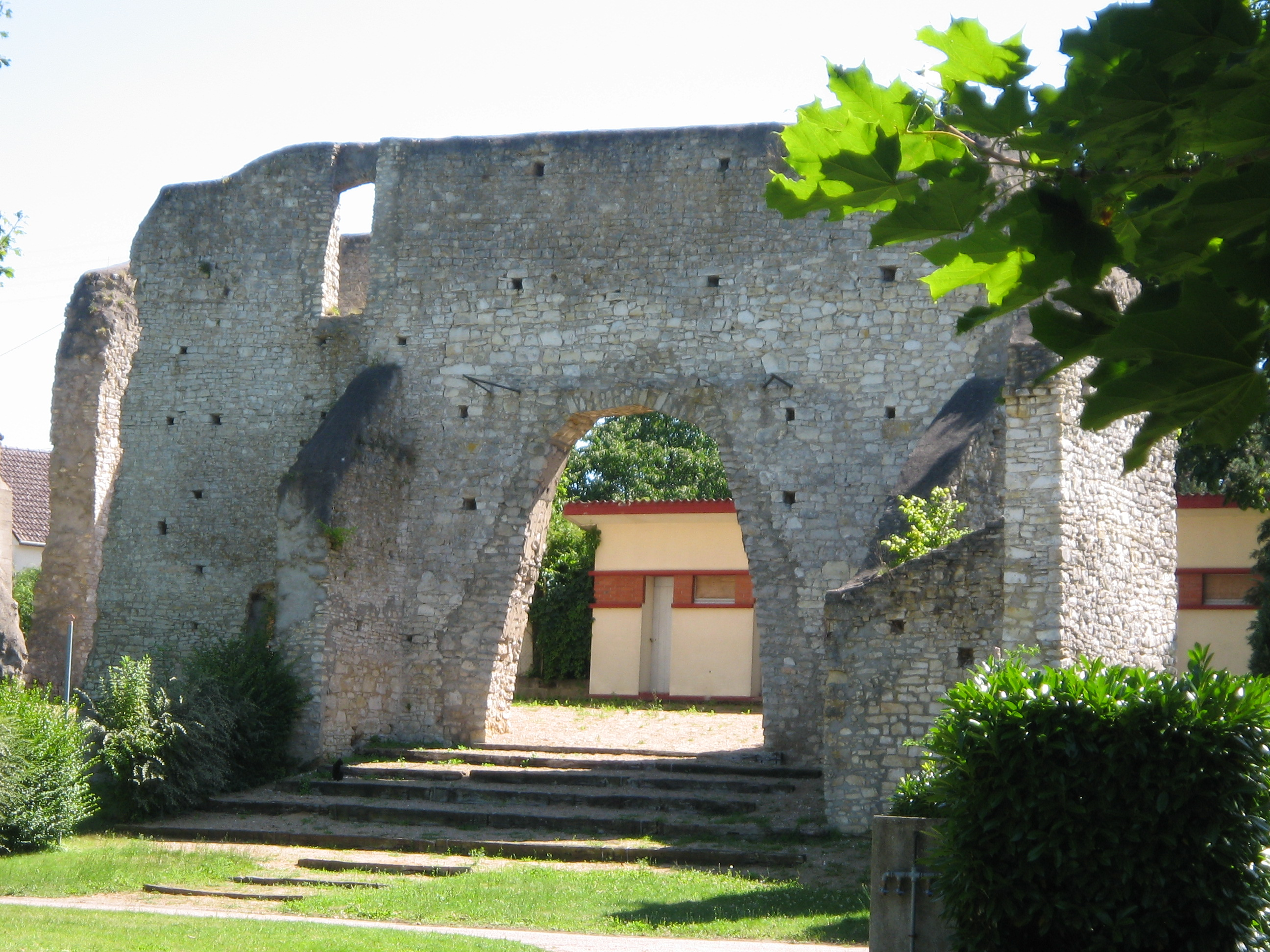
Ruines du moulin de Roziau, XVe siècle, Lunery.
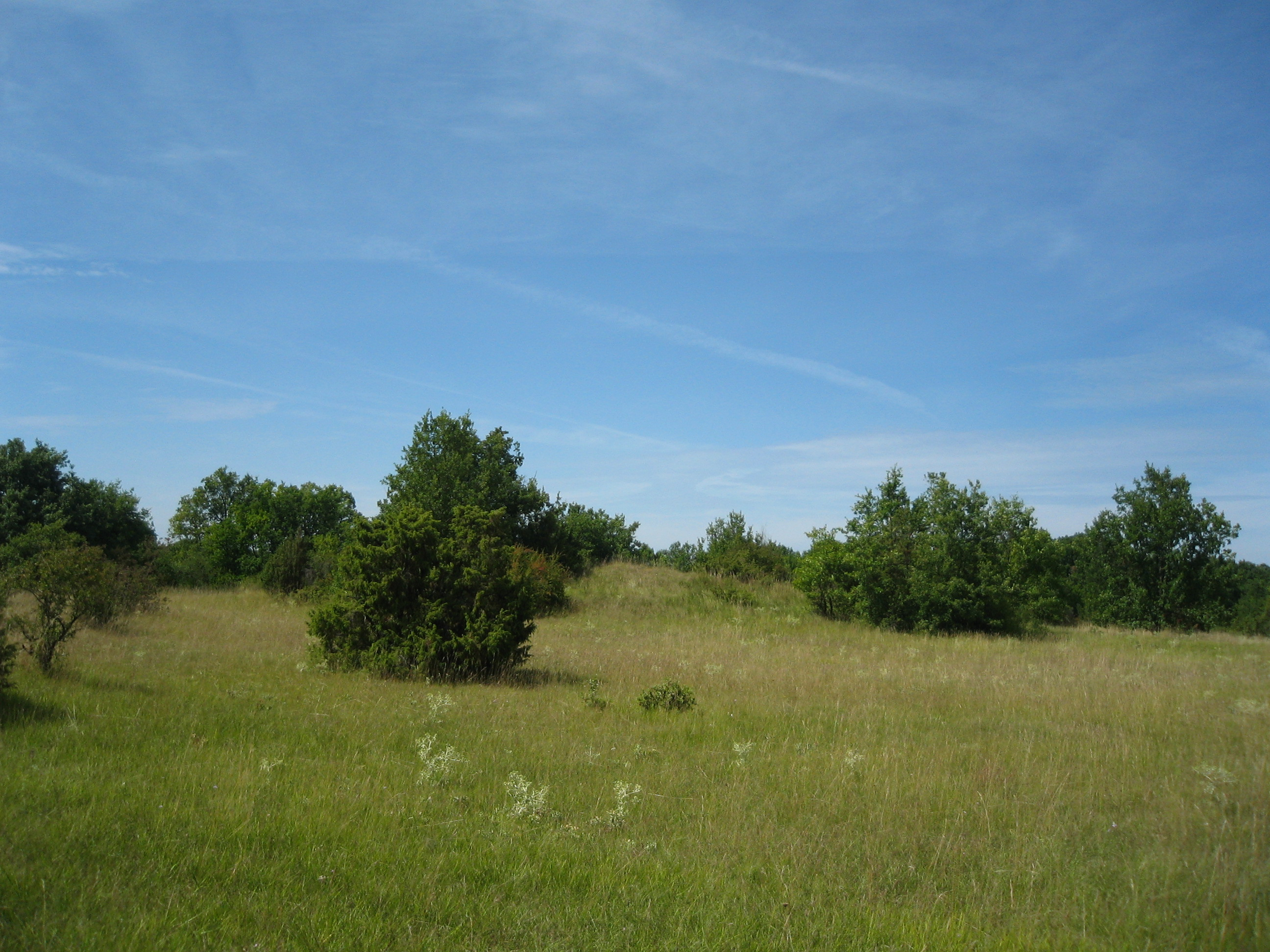
Les pelouses calcicoles du Patouillet-Lunery.
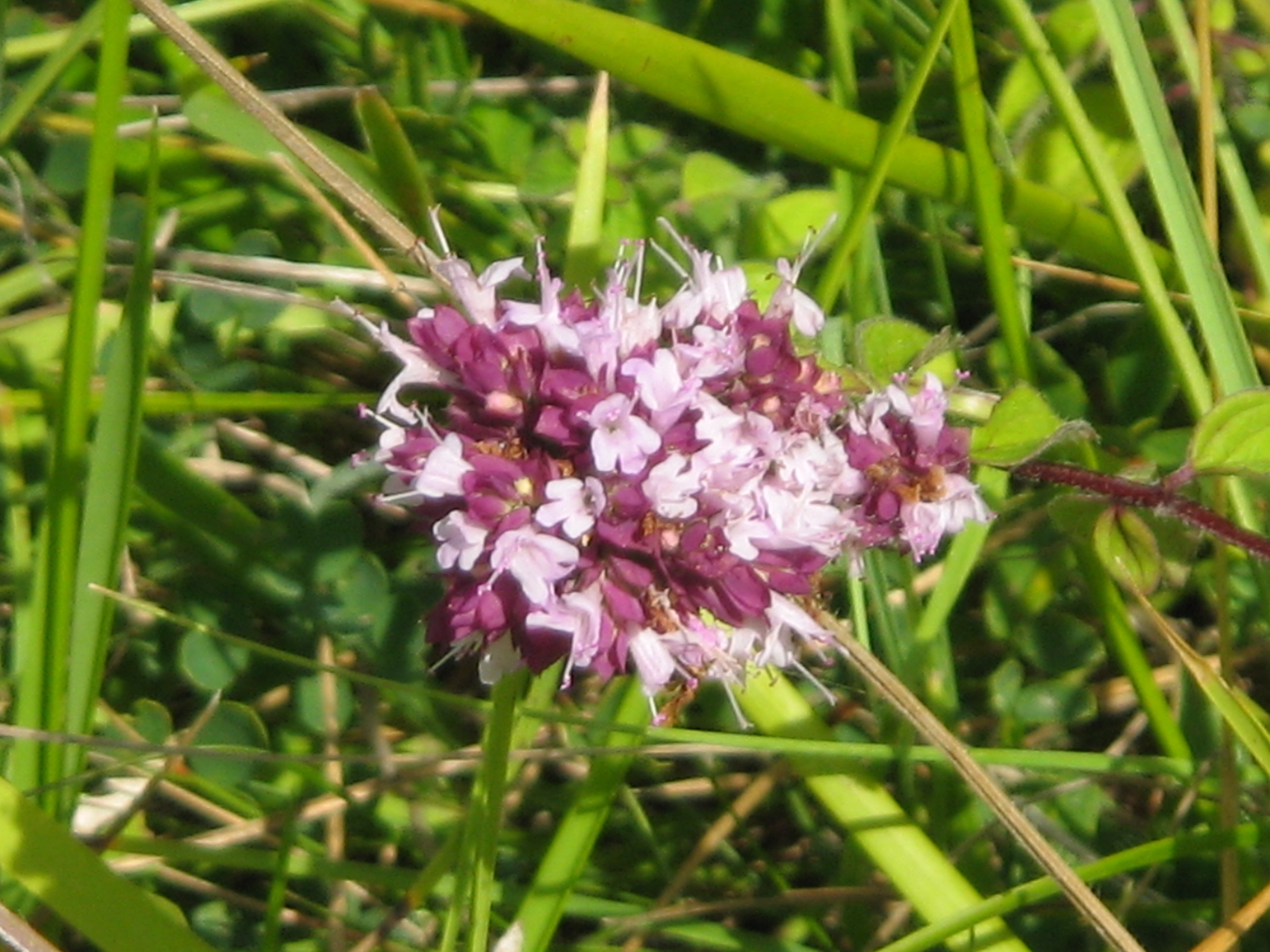
Spécimen de la flore du Patouillet.
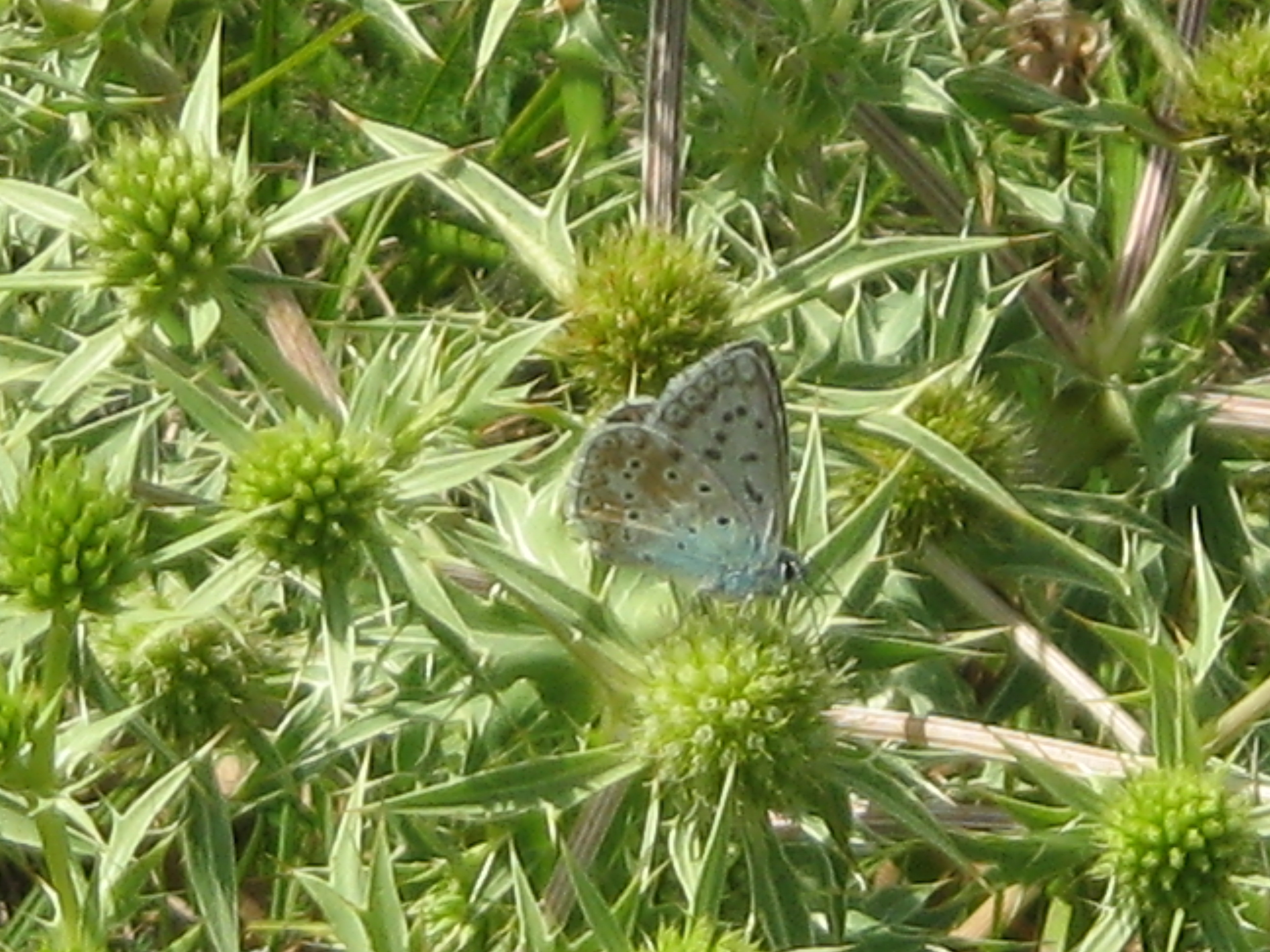
Spécimen de la faune des pelouses sèches du Patouillet-Lunery.

### Personnalités liées à la commune
- Jules Roussel (1805-1877), reprend l'usine de Rosières en 1869 et la développe, fut élu et industriel en Mayenne, mort sur la commune.
- René Mariat (1911-1969), député du Cher et maire de la commune, y est né et mort.
- Georges Valbon (1924-2009), homme politique y est né.
- Henri Martin (1927-2015), né à Rosières, fils de Louis Martin, ancien maire adjoint de Lunery, il est au cœur de l'affaire Henri Martin[34].
- Philippe Mahut (né le 4 mars 1956 à Rosières (commune de Lunery), footballeur sélectionné 9 fois en équipe de France, a participé à la coupe du Monde en 1982[35]